# João Santa-Rita
João P. Santa-Rita (Lisboa, 20 de maio de 1960) é um arquitecto português.

## Biografia
Em 1982 frequentou o Curso de Verão da Universidade de Arquitectura de Darmstadt, tendo-se licenciado em Arquitectura pela Faculdade de Arquitectura da Universidade Técnica de Lisboa em 1983. 
Integra o atelier do arquitecto José Santa-Rita em 1976. Entre 1986 e 1988 colaborou no atelier do arquitecto Manuel Vicente, em Macau. Em 1990 cria o Atelier Santa-Rita Arquitectos com José Santa-Rita.
Foi premiado em concursos nacionais e internacionais tendo obtido uma menção honrosa no Concurso Internacional para a Revitalização do ULUGH-BEG CENTER em Samarcanda - ex-URSS E o 1º Prémio no Concurso Internacional para o Plano de Urbanização de Almada Nascente com WS Atkins e Richard Rogers Partnership.
Foi co-comissário de uma exposição de desenhos de arquitectura na Sociedade Portuguesa de Autores em Lisboa (2001) e produziu e organizou as exposições itinerantes do Atelier Santa-Rita Arquitectos "Objectos + Arquitecturas" - Milão 1999; Lisboa/Coimbra 2000 e "Paysages Strategiques" - Paris 2001; Lisboa 2003 e “La Poética de La Fragmentazione” – Milão 2006.
Convidado para membro da Akademie Fur Baukultur (Alemanha).Tem trabalhos publicados na Alemanha, Argentina, Chile, Espanha, Inglaterra, Itália, Holanda, Japão, e Portugal e deu entrevistas para diversas revistas de Arquitectura e Design. 

## Obras e projectos
Destacam-se, entre os seus projectos realizados, os seguintes:
- 1989 - Casa Mestra, Lisboa, Portugal
- 1991 - Instituto Aurélio da Costa Ferreira, Lisboa, Portugal
- 1991 - Campo Santana, Reconstrução de um Palacete, Lisboa, Portugal
- 1994 - Exposição D. João V, Lisboa, Portugal
- 1996 - Marquês de Pombal (Metro de Lisboa), Lisboa, Portugal
- 1997 - Museu do Fado., Lisboa, Portugal
- 1997 - Centro Interpretativo das Ruinas Megaliticas de Alcalar, Algarve, Portugal
- 1998 - Cabo Ruivo (Metro de Lisboa), Lisboa, Portugal
- 2002 - Habitevora - Quinta da Tapada do Matias, Évora, Portugal
- 2002 - Casa do Bairro Alto, Lisboa, Portugal
- 2004 - Restaurante no Parque da Cidade Beja, Portugal
- 2004 - Quiosque de Flores no Rossio, Lisboa, Portugal
- 2005 - Parque de Estacionamento na Av. Miguel Fernandes. Beja, Portugal
- 2005 - Restaurante Rio's, Oeiras, Portugal
- 2005 - Apartamento no Príncipe Real, Lisboa, Portugal

Destacam-se, entre os seus projectos arquitectónicos, os seguintes:
- 1989 - Miguel Corte-Real Memorial, Newport, Estados Unidos
- 1989 - Centro Ismaelita, Lisboa, Portugal
- 1991 - Revitalização do Centro Histórico de Samarcanda, Uzbequistão
- 1991 - Casas em Alcainça, Mafra, Portugal
- 1992 - The Gate of the Present, Países Baixos
- 1992 - Lusitanea, Cidade Infinita, Madrid, Espanha
- 1992 - Parque Ecológico de Monsanto, Lisboa, Portugal
- 1993 - Habitação em Santarém, Portugal
- 1994 - Concurso para a Expo 98, Portugal
- 1994 - Concurso para os Jogos Olímpicos de Atlanta, Estados Unidos
- 1994 - Convento de Cristo, Tomar, Portugal
- 1995 - Residência do Embaixador de Portugal, Brasília, Brasil
- 1996 - Lisnave, Lisboa, Portugal
- 1996 - Monumento ao Dr. Azeredo Perdigão, Lisboa, Portugal
- 1997 - Reabilitação do Museu Malhoa, Caldas da Rainha, Portugal
- 1997 - Complexo de Anfiteatros, Ponta Delgada, Portugal
- 1998 - Plano de Renovação Urbana de Cacilhas, Almada, Portugal
- 1998 - Embaixada de Portugal em Berlim, Berlim, Alemanha
- 1999 - Ampliação do Museu Nacional Machado de Castro, Coimbra, Portugal
- 2002 - Plano de Pormenor das Praias Urbanas, Costa da Caparica, Almada, Portugal
- 2003 - Casas Mortuárias, Beja, Portugal
- 2004 - Edifício Multifuncional, Luanda, Angola
- 2004 - Plano de Urbanização de Almada Nascente, Almada, Portugal
- 2005 - Museu da História dos Judeus Polacos em Varsóvia, Varsóvia, Polónia